# Rocquemont (Oise)
 Rocquemont  es una población y comuna francesa, en la región de Picardía, departamento de Oise, en el distrito de Senlis y cantón de Crépy-en-Valois.

## Demografía
| 84 | 103 | 104 | 95 | 104 | 104 |
| Para los censos de 1962 a 1999 la población legal corresponde a la población sin duplicidades (Fuente: INSEE [Consultar]) |     |     |    |     |     |